# Marc Hendrickx (auteur)
Marc Hendrickx (1964) is een Belgisch auteur, redacteur en theaterproducent.

## Biografie
Hendrickx was actief in de redactie van bladen als Clumzy (stripfanzine) en Initiatief (literair tijdschrift) en als uitgever (MBP) alvorens zelf te debuteren. Zijn debuut Elvis A. Presley – Muziek, Mens, Mythe verscheen in 1994 in het Nederlands en het Frans. Gaia – Profiel van een beweging volgde in 1997. Op de Amerikaanse markt verscheen in 1999 Elvis Presley, Richard Nixon and the American Dream.
In 2000 werd Hendrickx voltijds beroepsauteur en startte zijn samenwerking met Dirk Dobbeleers. Het duo werkte vijf boek- en theaterprojecten rond sociaal-maatschappelijke thema’s uit voor jongeren vanaf twaalf jaar. Twee hiervan werden vertaald in het Frans. Verder werd van Wolken en een beetje regen in 2014 verfilmd met als titel Booster, met onder andere Joke Devynck en Jurgen Delnaet, onder regie van Daniel Lambo. Avondvullend theater van het duo Hendrickx/Dobbeleers kwam er met CoopmanCampioen! (2009), Den Derby (2009), Den Derby 2 (2012), Op weg naar WEMBELIE! (2018) en Armand (2020). Samen met Michael Vroemans schreef Hendrickx De erfenis van de Koning (2018).
Daarnaast bleef Hendrickx non-fictie publiceren: de biografie Muhammad Ali – Nog altijd de Grootste! (2002) en het literaire essay Yesterday’s Tomorrow – Een confrontatie met het werk van Leonard Cohen (2004). In België en Nederland hoorden er extra's bij deze uitgave: in België waren dat een Engelstalige cd en een door Hendrickx geschreven theatertour van Yasmine, in Nederland een Engelstalige cd en een bibliothekentournee met Henk Hofstede en diens gelegenheidsgroep Avalanche Quartet. In andere landen verscheen dit boek zonder cd of tournee. In 2020 verscheen een bijgewerkte, definitieve versie op de Engelse markt. Het essay Man in de Marge (2015) gaf lezers een blik achter de schermen van het literaire leven in het Nederlandstalige deel van België, met kritische bemerkingen over de verschillende organen, zoals het Vlaams Fonds voor de Letteren, Stichting Lezen en andere organisaties. Voor Elvis dichtbij (2017) viel Hendrickx terug op persoonlijke verhalen van mensen uit Presleys entourage die zijn in 1994 gepubliceerde biografie niet haalden. Libertijns België (2018) belicht het libertinisme en hoe dat in België leeft. In 2020 bracht hij het boek Armand, over de Belgische voetballegende Armand Swartenbroeks.
Naast auteur was Marc Hendrickx in 2004 een van de stichters van het Allied Authors Agency, het enige literaire agentschap in België. Tot aan 2020 verkocht het A.A.A. wereldwijd meer dan 125 publicatierechten voor boeken en rondde het drie filmdeals af.